# 阿曼TIT
阿曼TiT（英語：Town in Town）是位於臺灣臺北市萬華區西門町的豪宅型住商混合大樓，由大陸工程與合眾建設共同建造，地上27層、地下6層，高130公尺，基地面積517坪（1,708平方公尺），總戶數111戶。大樓外觀造型仿效杜拜帆船酒店。本基地舊址為台灣劇場（二戰後改建為中國戲院），位於西門徒步區中心位置。

## 建築規劃

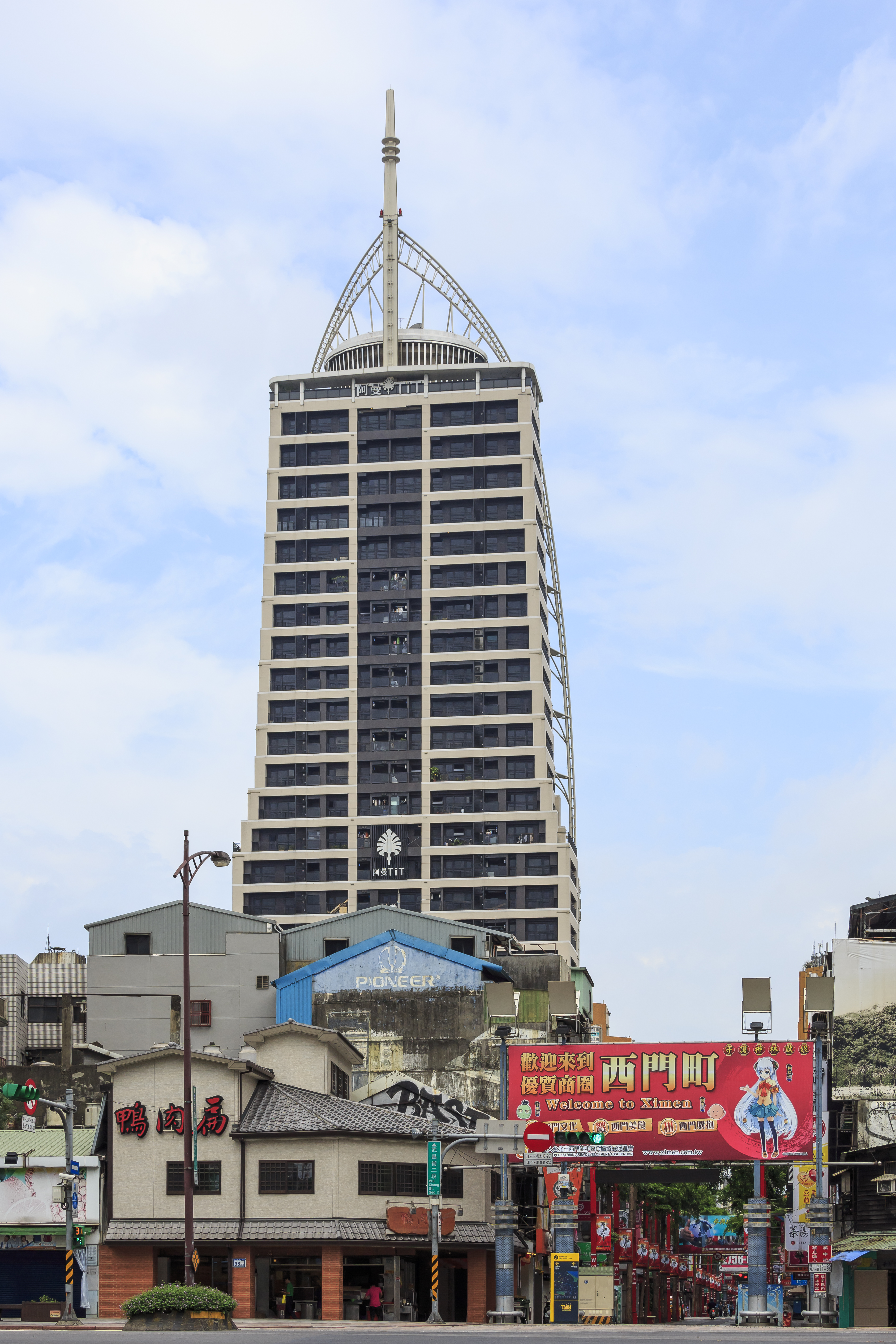
阿曼TIT與西門商圈入口

一至五樓及裙樓作為商場使用，六樓為公共設施空間，設有圖書室、游泳池及健身房提供住戶使用。七至二十七層為多戶住宅，住宅設計有獨立出入口。容積率800%，量體受面前道路投影面積、高層建築落物曲線及台北市特有的高度比控制，使得十一層以上開始退縮，高層的部分更須三面逐層退縮因應。

## 交易紀錄
2014年4月14日，前國泰金控副董事長蔡鎮宇旗下寶豐隆實業以新臺幣39.5億元將臺北市西門商圈徒步區的地標「TiT國際廣場」B1～5樓商場易主給三商美邦人壽，創下該年商用不動產最大手筆，每建坪平均約新臺幣165萬元、打破西門町商場每坪最貴「樓王」紀錄。
2020年2月，日本最大連鎖折扣店唐吉訶德以月租新臺幣462萬元租下1至3樓商場，作為台灣首間店鋪。